# Soufflé

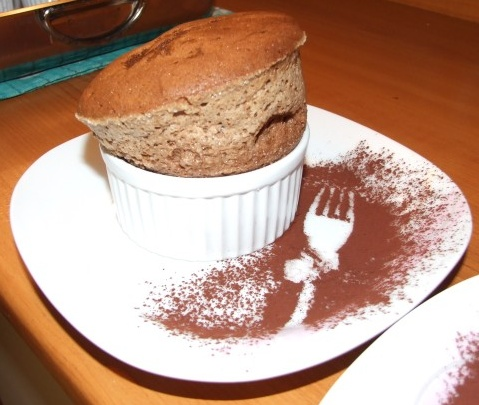
Chocoladesoufflé

Soufflé is een gerecht uit de Franse keuken. Het bestaat uit een basis van geklopt eigeel waar verschillende ingrediënten aan worden toegevoegd en vervolgens geklopt eiwit. Het geheel wordt in de oven gebakken. Het eiwit zorgt ervoor dat het geheel in volume toeneemt en zeer luchtig wordt.
Soufflé moet vlak voor het serveren worden klaargemaakt, aangezien het weer snel inzakt.
Naargelang de ingrediënten en de plaats in de maaltijd worden onderscheiden:
- hartige soufflés, als voorgerecht of hoofdschotel, met bijvoorbeeld ham, kaas of vis
- zoete soufflés, als nagerecht, met bijvoorbeeld chocolade, confituur of vruchten